# Вакуоля

Будова рослинної клітини. Вакуоля вказана під номером 2: f — порожнина вакуолі; g — тонопласт

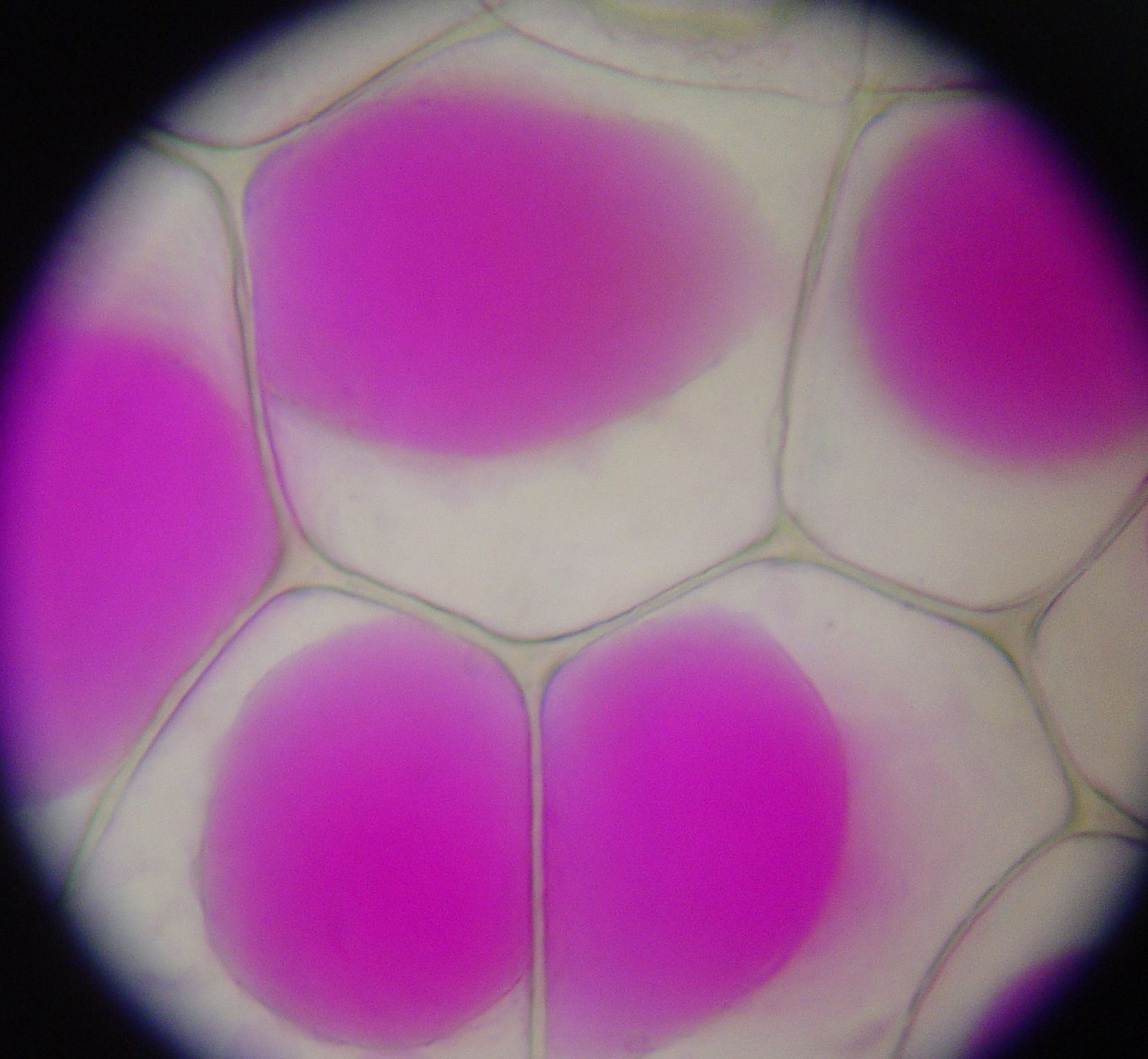
Клітини епідермісу традесканції після плазмолізу, видно великі вакуолі, що містять антоціанін

Вакуоля (від лат. vacuus — порожній) — обмежена мембраною органела, яка міститься в деяких еукаріотних клітинах і виконує різні функції (секреція, екскреція, осморегуляція і зберігання запасних речовин). Вакуолю та її вміст розглядають, як відокремлену від цитоплазми частину. Вакуолі особливо добре помітні в клітинах рослин і грибів.

## Функції рослинних вакуоль
У рослинних клітинах вакуолі переважно займають більше 30 % об'єму, а в окремих випадках навіть до 90 %. Вакуолі рослин споріднені із лізосомами тварин і містять велику кількість гідролітичних ферментів, проте їхні функції не обмежені тільки перетравленням біополімерів. Зокрема цей компартмент може використовуватись для зберігання, як поживних речовин, так і відходів метаболізму. Також вакуолі дають можливість економно і швидко збільшувати розмір клітини не збільшуючи об'єму цитоплазми. Не рідко одна клітина може містити кілька вакуоль з різними функціями.
Вакуолі рослин необхідні для регулювання тургорного тиску та pH цитоплазми. Наприклад, у випадку зростання кислотності навколишнього середовища надмірне надходження протонів у цитоплазму принаймні деякою мірою компенсується їх транспортом всередину вакуоль. Схожим чином підтримується і тургор, частково завдяки контрольованому розщепленню та синтезу полімерів, таких як поліфосфати, у вакуолях, а частково, завдяки зміні швидкості транспорту амінокислот, цукрів та інших малих молекул через плазмалему та тонопласт (мембрану вакуолі).
У вакуолях зберігаються найрізноманітніші речовини, деякі із яких можуть мати поживну цінність. Так у насінні квасолі і гороху вакуолі містять велику кількість білків. Коли насіння проростає, білки розщеплюються гідролітичними ферментами, а амінокислоти транспортуються через тонопласт у цитоплазму. Також вакуолі можуть накопичувати пігменти, такі як антоціанін, зокрема у пелюстках для приваблення запилювачів. З іншого боку, ці органели також можуть містити речовини із відлякувальною функцією для захисту від рослиноїдних тварин.
Клітинний сік Вакуолі — водяниста рідина, що містить різноманітні неорганічні (фосфати, нітрати, хлориди) та органічні сполуки, які виділяє протопласт. У різних видів рослин і навіть у різних органах однієї рослини хімічний склад клітинного соку неоднаковий і може змінюватися з віком клітини.

## Травні вакуолі тварин
Травні вакуолі серед тварин зустрічаються у представників одноклітинних. У цьому випадку травні вакуолі є мембранними пухирцями з їжею, в які виділяють травні ферменти. Поживні речовини всмоктуються клітиною, потім пухирець різко скорочується і неперетравлені залишки залишають клітину.